# كندلو (بالا لاريجان)
کندلو (بالفارسية: کندلو) هي قرية تقع في إيران في قسم بالا لاریجان الريفي. يقدر عدد سكانها بـ 105 نسمة بحسب إحصاء 2016.